# 高鰭跳岩䲁
高鰭跳岩鳚（学名：Petroscirtes mitratus），又名狗鰷，为輻鰭魚綱鳚形目鳚科跳岩鳚屬下的一个种。该物种主要分布于太平洋和印度洋的珊瑚礁，從紅海、東非到鳳凰群島、薩摩亞群島與東加, 北至琉球群島, 南至澳洲與新喀里多尼亞，深度0至8公尺，本魚體長形，具眼上觸鬚，身體上有5-6個不明顯的深色斑點或條紋，通常上側有深色邊緣的單眼斑，中側有紅褐色斑點，背鰭的前三條鰭條凸起，具有一對犬齒，背鰭硬棘10-11枚、背鰭軟條14-17枚、臀鰭硬棘2枚、臀鰭軟條14枚，體長可達8.5公分，棲息於水淺且有遮蔽的潟湖與礁石平臺且海藻與海草叢生長的地方，屬雜食性，以這些藻類、碎屑和小型無脊椎動物為食，具領域性，雌魚產附著性卵，雄魚守護卵，幼魚為浮游性，可做為觀賞魚。该物种是跳岩鳚屬的模式種。